# Título de grado

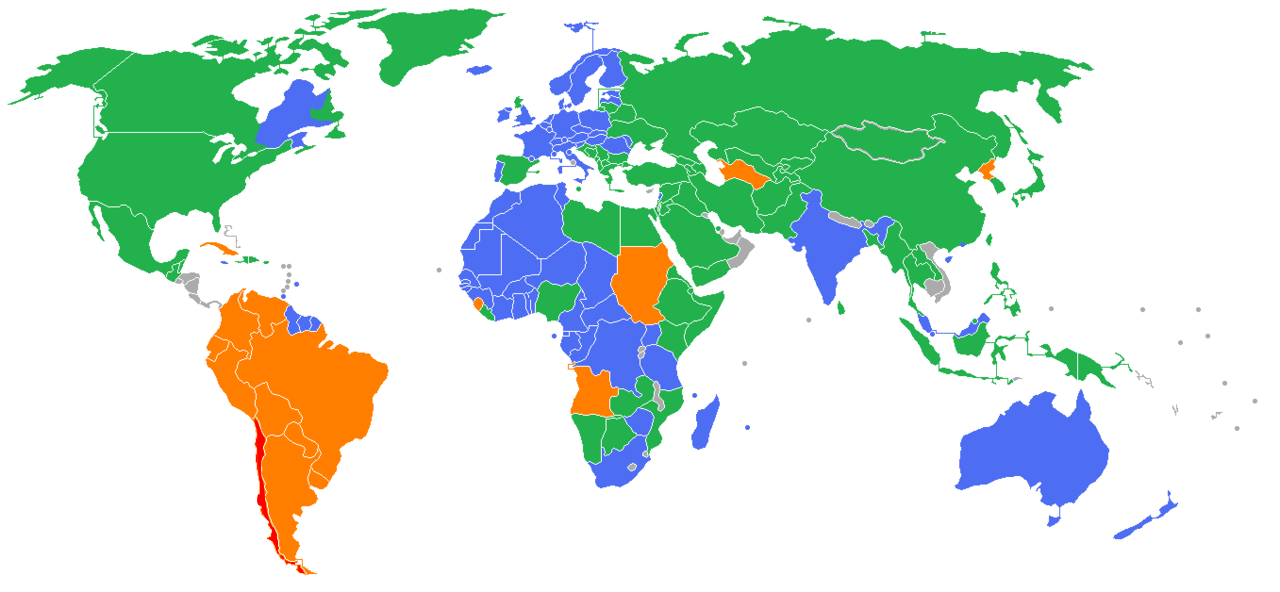
Mapa que muestra cuántos años se requieren en distintos países para obtener un título de grado (bachelor's degree).
3 años
4 años
5 años
6 años

El título de grado es un título académico de educación superior que se consigue al finalizar una carrera universitaria de entre tres y seis años, dependiendo de la universidad y del país en el cual se imparte. Equivale al Bachelor's degree anglosajón. Inmediatamente después de la obtención del título de grado pueden cursarse estudios de posgrado (principalmente máster o maestría y doctorado). Los términos título de grado, título profesional y simplemente título aluden también al documento con que se hace constar la obtención del grado.

## Argentina
También se denomina título de grado a las carreras de 4, 5 o más años de duración. Estas carreras pueden ser equivalentes a títulos profesionales tales como la de derecho, medicina, ingeniería, psicología, arquitectura, diseño industrial o a las licenciaturas más dirigidas hacia la investigación y la enseñanza de un campo en particular de la ciencia.
LAs materias de grado reconocidas por la Ley de Educación superior (LES) son carreras que deben tener más de 2.600 horas de dictado. No hace diferencia en entre Universidades o Institutos no universitarios como, por ejemplo, los profesorados.

## Brasil
En Brasil, una licenciatura dura de tres a seis años en completarse, según la carga del curso y el programa correspondientes. Una licenciatura es el título profesional en un área determinada del conocimiento humano. Los títulos de maestría y doctorado son títulos adicionales para aquellos que buscan una carrera académica o una comprensión específica de un campo.
Incluso sin una adhesión formal al sistema de Bolonia, una «licenciatura» brasileña correspondería a un «primer ciclo» europeo. El título brasileño tarda de tres a seis años en completarse, y requiere por lo general una monografía escrita o un proyecto final, de la misma manera que una licenciatura europea se puede terminar en tres o cuatro años, tiempo después del cual los europeos pueden embarcarse en un programa de segundo ciclo de uno a dos años, generalmente llamado maestría, según el Proceso de Bolonia.
Dependiendo de los programas y las elecciones personales, los europeos pueden obtener una maestría en tan solo cuatro años (una licenciatura de tres años y una maestría de un año) y hasta seis años (una licenciatura de cuatro años, una maestría de dos años) de la educación superior. En Brasil sería posible tener un título de especialización lato-sensu, que difiere de una maestría brasileña stricto-sensu, en tan solo tres años (dos años para un título de «tecnólogo» y un año adicional para una especialización) o hasta ocho años (seis años para títulos profesionales, más dos años para una maestría stricto-sensu, típica en medicina o ingeniería).

## Chile
En Chile, en la educación superior universitaria, se obtienen Títulos profesionales y grados académicos, este último sería equivalente a un «Título de grado», así por ejemplo un título profesional puede ser «Ingeniero civil en Agroindustrias» y su grado académico o título de grado sería «Licenciado en ciencias de la ingeniería», los grados académicos oficialmente reconocidos en Chile son tres; licenciaturas, magíster y doctorado, y su correspondiente título de grado de licenciado o licenciada, magíster, doctor o doctora. Los títulos profesionales pueden ser de tres tipos; título profesional de técnico de nivel medio, de técnico de nivel superior en distintas especialidades y de ingeniero civil, médico cirujano, abogado, profesor, psicólogo, etc.

## Colombia
En Colombia los programas académicos técnicos profesionales (2 años), tecnológicos (3 años) -grado de asociado-, profesionales y licenciaturas (4-6 años) conducen a título de Grado. La licenciatura que en otros países significa una carrera profesional sin distinción, en Colombia están relacionados con la formación de docentes para la enseñanza en los niveles de educación básica primaria, básica secundaria y media-vocacional.
El título de grado se obtiene tras la culminación de los estudios (en el coloquio colombiano: «terminar materias»). En las carreras reguladas como medicina, ingeniería, arquitectura, Derecho, entre otras; además del título de grado se requiere de una tarjeta profesional expedida por los consejos profesionales correspondientes a cada rama para ejercer la profesión principalmente en entidades públicas (y excepcionalmente en algunas privadas).

## España
En España se regula en el Real Decreto 1393/2007, de 29 de octubre, por el que se establece la ordenación de las enseñanzas universitarias oficiales, y por el Real Decreto 96/2014, de 14 de febrero, por el que se modifican los Reales Decretos 1027/2011 y 1393/2007.
En su Artículo 3 se indica que:

1. Las universidades impartirán enseñanzas de Grado, Máster y Doctorado conducentes a la obtención de los correspondientes títulos oficiales.

En el Artículo 9 de dicho Real Decreto se indica lo siguiente:

1. Las enseñanzas de Grado tienen como finalidad la obtención por parte del estudiante de una formación general, en una o varias disciplinas, orientada a la preparación para el ejercicio de actividades de carácter profesional.
2. La superación de las enseñanzas previstas en el apartado anterior dará derecho a la obtención del título de Graduado o Graduada, con la denominación específica que, en cada caso, figure en el RUCT.
3. (…) La denominación de los títulos de Graduado será: Graduado o Graduada en T, con mención, en su caso, en M, por la Universidad U, siendo T el nombre específico del título, M el correspondiente a la Mención, y U la denominación de la Universidad que lo expide.

La duración del Grado Universitario en España es de un mínimo de cuatro años y un máximo de seis (240-360 ECTS) excepcionalmente los grados de odontología, farmacia y arquitectura tienen una duración de 5 años y medicina tiene una duración de 6 años, pero se les otorga el título de graduado igual que al resto de las ciencias.

## México
En México los egresados de las carreras universitarias tienen nivel de licenciatura, pudiendo obtener un título como licenciados, ingenieros o la profesión estudiada dependiendo de la expedición del título de cada universidad. Los programas tienen una duración promedio de 4.5 a 5 años, siendo 5 años la duración típica de la licenciatura, con excepción de Medicina. Los niveles son Licenciatura, Maestría y Doctorado.
Los programas requieren la culminación de un «Servicio Social», requisito obligatorio para la titulación de acuerdo a lo estipulado en la Constitución Política de los Estados Unidos Mexicanos como retribución a la sociedad por los beneficios obtenidos como estudiantes, aun si estos estudiaron en una universidad privada. El servicio social consta de entre 480 a 720 horas en nivel licenciatura dependiendo de la universidad. En el caso de carreras de la salud, es de un año.
En México no todas las universidades otorgan el título al finalizar todas las materias del plan de estudios. Es usual que se requiera la entrega de una tesis o proyecto, que se debe defender ante un sínodo. Otras formas comunes de titulación son presentar el Examen General para el Egreso de la Licenciatura (EGEL), impuesto por el CENEVAL o haber obtenido un promedio sobresaliente a lo largo de la carrera. Una vez que se cumplan estos requisitos, la universidad expide un título y la Secretaría de Educación Pública a través de la Dirección General de Profesiones expide la cédula profesional necesaria para ejercer la profesión estudiada.
La carrera de medicina requiere de 6 años, de los cuales 4 son la formación contemplada en el plan de estudios y guardias hospitalarias en la facultad, un año de internado donde el estudiante pasa a denominarse «interno» en el cual es enviado a laborar en un hospital y un último año completo de Servicio Social en el que el estudiante se desempeña en el centro de salud de alguna comunidad, después de los cuales recibe el título de «Médico General».

## Puerto Rico, Perú y Costa Rica
En Puerto Rico, Perú y Costa Rica, el título de Grado corresponde al grado de Bachiller, suele tener una duración de entre tres y cinco años, dependiendo del país y la universidad en que se curse. Posterior a la obtención del grado de Bachiller se puede optar por cursar estudios de posgrado.
En Costa Rica algunas profesiones que requieren regulación pueden necesitar de un título diferente a un bachillerato o una maestría, como es el caso de los profesionales en derecho que necesitan cursar una licenciatura de aproximadamente un año posterior a la obtención del bachillerato, la cual los habilita para ejercer como abogados.

## Uruguay
En Uruguay en la educación superior universitaria se divide en títulos de pregrado (terciarias), grado y postgrados.
- Carreras de grado universitario:
  - Licenciaturas (de cuatro años): entre 320 y 360 créditos, con un mínimo de 2400 horas de clase o actividad equivalente.
  - Otras carreras que otorgan título profesional (de cinco años): entre 400 y 450 créditos, con un mínimo de 3000 horas de clase o actividad equivalente.

Considerando 1 crédito  como el equivalente a 15 horas de dedicación estudiantil, que comprenda las horas de clase o actividad equivalente, y las de estudio personal.  